# Crowmarsh Gifford
Crowmarsh Gifford – wieś w Anglii, w hrabstwie Oxfordshire, w dystrykcie South Oxfordshire. Leży 20 km na południowy wschód od Oksfordu i 69 km na zachód od Londynu.